# جايتانو كوتش
جايتانو كوتش - (روما ، 9 يناير 1849 - روما ، 14 مايو 1910) كان مهندسًا معماريًا إيطاليًا.

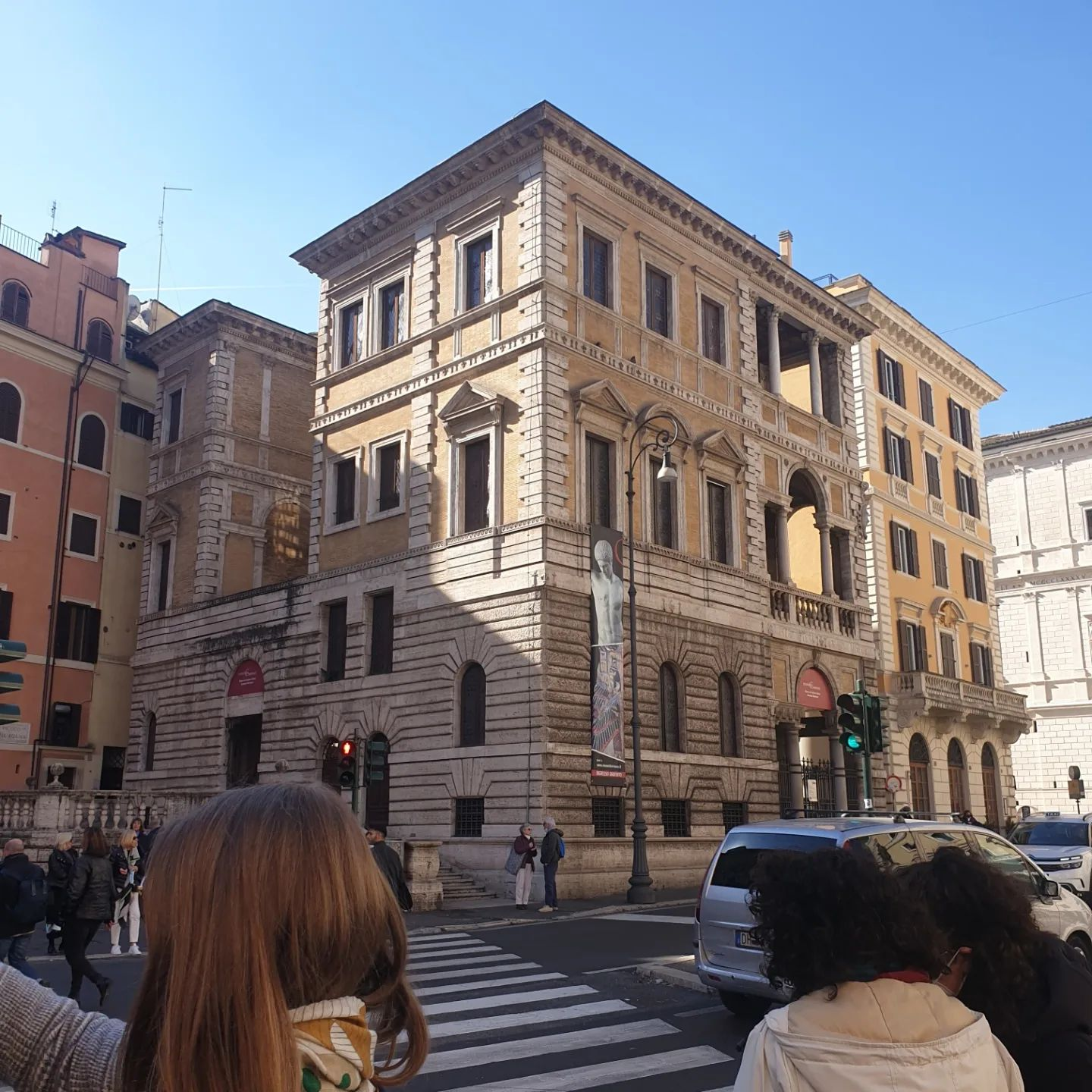
متحف باراكو. شارع كورسو فيتوريو إيمانويل الثاني -

## سيرته الشخصية
كان نشط في أواخر القرن التاسع عشر ، وأحد أشهر المعماريين في روما ، عاصمة مملكة إيطاليا .
كانت عائلته من أصل تيرول. جده كان الرسام جوزيف انطون كوخ. كانت زوجته إيرينا ديل بروبوستو.
تخرج كوخ في عام 1872 في هندسة العمارة والهندسة المدنية ، عندما أصبحت روما عاصمة للمملكة ، وشهدت أكبر توسع في البناء منذ الإمبراطورية الرومانية. في خصوبة هذا البناء ، تم تكليف كوخ ، على الرغم من صغر سنه ، بأول المهام المهنية في المكتب الفني لجمعية اسكويلينو، التي شيدت المباني الكبيرة المخصصة للبرجوازية ذوي الياقات البيضاء حول ساحة بياتسا فيتوريو الجديدة والمنطقة التي كانت تسمى آنذاك دي ميرود.
بعد هذه المشاريع ، التي مثلت منصة انطلاقه ، استمر كوخ على مدى الثلاثين عامًا التالية في تصميم المباني الكبيرة أو مباني عائلات الطبقة الأرستقراطية والطبقة الوسطى العليا.
يرتبط اسمه قبل كل شيء ببعض الأعمال الرئيسية التي نُفذت في روما الأومبرتينا: قصر كوخ ، مقر بنك إيطاليا ، القصرين المقنطرين اللذين يشكلان بيازا ديلا ريبوبليكا المبنية على إكسيدرا من حمامات دقلديانوس بين عامي 1887 و 1898 ، قصر دي بارينته في بيازا كافور من عام 1890.
في روما أيضًا ، من تصميمه بلاتسو مينجاريني، والمقر الروماني لعائلة كرانديني ، و بلاتسو بيومبينو، المقر الحالي لسفارة الولايات المتحدة في شارع فينيتو.
صمم أيضًا لعائلة هويفر (Hueffer) ، فيلا صغيرة في شارع ناتسويناله (Via Nazionale) رقم 191 ، بالإضافة إلى مبنى في ساحة كافور ، والساحة حيث تم بناء المحكمة «الجديدة» و بوليتياما (Politeama) (حاليا سينما ادريانو).
في عام 1905 ، بعد وفاة جوزيبي ساكوني ، الذي كان مصممها ، تعاون أيضًا في بناء الفيتوريانو كمدير للمشروع ، جنبًا إلى جنب مع مانفريدو مانفريدي وبيو بياشينتيني.
كما صمم زخارف القاعة الرئيسية في Palazzo Comunale of Recanati.
في شارع Via di Villa Koch في منطقة بياتسا بولونيا (Piazza Bologna) , في ضواحي روما، كان يوجد سكنه .

## بيبليوغرافيا
- فابريزيو دي ماركو ، KOCH ، Gaetano ، في قاموس السيرة الذاتية للإيطاليين ، المجلد. 62 ، روما ، معهد الموسوعة الإيطالية ، 2004. تم الاسترجاع 2 يونيو 2014.

مشاريع أخرى
المساهمة في ويكيميديا كومنز يحتوي ويكيميديا كومنز على صور أو ملفات أخرى حول Gaetano Koch

## روابط خارجية
- Koch ، Gaetano ، على Treccani.it - الموسوعات عبر الإنترنت ، معهد الموسوعة الإيطالية. على ويكي بيانات
- KOCH ، Gaetano ، في الموسوعة الإيطالية ، معهد الموسوعة الإيطالية ، 1933.